# 寛平御記
『寛平御記』（かんぴょうぎょき）は、宇多天皇の日記。10巻。『宇多天皇御記』ともいう。現存する天皇の日記として最初のもので、『醍醐天皇御記』『村上天皇御記』と共に「三代御記」と呼ばれた。
『貫首秘抄』に、摂関・蔵人らが天皇の御作法や政治への顧問、幼帝の教育の方法を知るための必見の書と書かれている。また、近衛兼経は、『岡屋関白記』で、「毎事殊に勝れ、古事眼前に在るが如し。臣下の得失、政道の奥旨、詩歌の興、大旨此御記に在り」（寛元4年（1246年）閏4月9日条）と評している。
『花園天皇宸記』正和2年（1313年)10月14日条に「今日寛平御記十巻、一見了」と記されていることから、当時10巻が伝存していたことがわかるが、現在は1巻も残存していない。
また、『西宮記』『扶桑略記』等の逸文から、宇多天皇践祚当日の仁和3年（887年）8月26日から譲位した寛平9年（897年）7月3日までの10年間に50余条が確認される。現存するのは、江戸時代に中津広昵（ひろちか）が古書に引用された部分を集めたもの。
内容は、藤原基経の示威事件である阿衡事件（阿衡の紛議）の顛末といった政治的なことや、父光孝天皇より譲られた黒猫のことなど、天皇の日常や感情の一端が窺える。

## 刊本
- 和田英松編『三代御記』（『続々群書類聚　記録部』『列聖全集　御記編』『増補史料大成　歴代宸記』に所収）
  - 『続々群書類聚　記録部』- ISBN 978-4-8406-3232-4
  - 『列聖全集　御記編』- 国会図書館近代デジタルライブラリー
  - 『増補史料大成　歴代宸記』- ISBN 4653005141
- 所功編『三代御記逸文集成』- ISBN 4336004706